# Saint-Aubin (Norte)
Saint-Aubin é uma comuna francesa na região administrativa de Altos da França, no departamento do Norte. Estende-se por uma área de 10.12 km². Em 2010 a comuna tinha 367 habitantes (densidade: 36,3 hab./km²).